# A Través de Flandes 2012
La 67.ª edición de A Través de Flandes tuvo lugar el 21 de marzo de 2012. Tuvo un recorrido de 199,5 km entre Roeselare y Waregem
La carrera formó parte del UCI Europe Tour 2011-2012, en categoría 1.HC.
La carrera fue ganada por el corredor neerlandés Niki Terpstra del equipo Omega Pharma-Quick Step, en segundo lugar Sylvain Chavanel (Omega Pharma-Quick Step) y en tercer lugar Koen De Kort (Argos-Shimano).

## Equipos participantes
Fueron los siguientes 22 equipos los que participaron en la carrera:
| Unknown team category |
|                       |

## Clasificación final
La clasificación final de la carrera fue:
| \| Clasificación general \| Clasificación general \| Clasificación general \| Clasificación general \| Clasificación general \| \| Ciclista \| Ciclista \| Equipo \| Tiempo \| \| \| --------------------- \| --------------------- \| --------------------------- \| --------------------- \| --------------------- \| \| 1.º \| Niki Terpstra \| Omega Pharma-Quick Step \| 4 h 30 min 01 s \| \| \| 2.º \| Sylvain Chavanel \| Omega Pharma-Quick Step \| + 47 s \| \| \| 3.º \| Koen De Kort \| Project 1t4i \| + 47 s \| \| \| 4.º \| Jan Ghyselinck \| Cofidis, le Crédit en Ligne \| + 51 s \| \| \| 5.º \| Alexandre Pichot \| Team Europcar \| + 53 s \| \| \| 6.º \| Filippo Pozzato \| Farnese Vini-Selle Italia \| + 1 min 00 s \| \| \| 7.º \| Sep Vanmarcke \| Garmin-Barracuda \| + 1 min 05 s \| \| \| 8.º \| Maarten Wynants \| Rabobank \| + 1 min 16 s \| \| \| 9.º \| Lloyd Mondory \| AG2R La Mondiale \| + 1 min 16 s \| \| \| 10.º \| Jens Keukeleire \| GreenEDGE \| + 1 min 16 s \| \| |                  |                             |                 |
| |                  |                             |                 |
| |                  |                             |                 |
| Clasificación general |                  |                             |                 |
| Ciclista | Ciclista         | Equipo                      | Tiempo          |
| 1.º | Niki Terpstra    | Omega Pharma-Quick Step     | 4 h 30 min 01 s |
| 2.º | Sylvain Chavanel | Omega Pharma-Quick Step     | + 47 s          |
| 3.º | Koen De Kort     | Project 1t4i                | + 47 s          |
| 4.º | Jan Ghyselinck   | Cofidis, le Crédit en Ligne | + 51 s          |
| 5.º | Alexandre Pichot | Team Europcar               | + 53 s          |
| 6.º | Filippo Pozzato  | Farnese Vini-Selle Italia   | + 1 min 00 s    |
| 7.º | Sep Vanmarcke    | Garmin-Barracuda            | + 1 min 05 s    |
| 8.º | Maarten Wynants  | Rabobank                    | + 1 min 16 s    |
| 9.º | Lloyd Mondory    | AG2R La Mondiale            | + 1 min 16 s    |
| 10.º | Jens Keukeleire  | GreenEDGE                   | + 1 min 16 s    |

## UCI Europe Tour
La carrera otorgó puntos para el UCI Europe Tour 2011-2012, solamente para corredores de equipos Profesional Continental y  Continental. La siguiente tabla corresponde al baremo de puntuación:
| Posición   | 1.º | 2.º | 3.º | 4.º | 5.º | 6.º | 7.º | 8.º | 9.º | 10.º | 11.º | 12.º | 13.º | 14.º | 15.º |
| Puntuación | 80  | 56  | 32  | 24  | 20  | 16  | 12  | 8   | 7   | 6    | 5    | 3    |      |      |      |

| Ciclista         | Equipo                       | Puntos |
| ---------------- | ---------------------------- | ------ |
| niki Terpstra    | Omega Pharma-Quick Step      | 80     |
| Sylvain Chavanel | Omega Pharma-Quick Step      | 56     |
| Koen De Kort     | Project 1t4i                 | 32     |
| Jan Ghyselinck   | Cofidis                      | 24     |
| Alexandre Pichot | Europcar                     | 20     |
| Filippo Pozzato  | Farnese Vini-Selle Italia    | 16     |
| Sep Vanmarcke    | Garmin-Barracuda             | 12     |
| Maarten Wynants  | Rabobank                     | 8      |
| Lloyd Mondory    | AG2R La Mondiale             | 7      |
| Jens Keukeleire  | GreenEDGE                    | 6      |
| Vincent Jérôme   | Europcar                     | 5      |
| Jelle Wallays    | Topsport Vlaanderen-Mercator | 3      |